# Appalachia (Virginie)
Pour les articles homonymes, voir Appalachia (homonymie).
Appalachia est une municipalité américaine située dans le comté de Wise en Virginie.
Selon le recensement de 2010, Appalachia compte 1 754 habitants. La municipalité s'étend sur 2,24 mille carré (5,8 km2) dont 0,02 mille carré (0,05 km2) d'étendues d'eau.
La localité se développe à partir de 1890 lorsque le Louisville and Nashville Railroad et le Southern Railroad s'y rejoignent. Nommée d'après les Appalaches, elle se trouve alors au centre d'une région en plein boom minier. Appalachia devient une municipalité en 1908.